# Guido Pozzo
Guido Pozzo (26 de desembre de 1951, Trieste, Itàlia) és un arquebisbe catòlic, filòsof i teòleg italià.

## Biografia
Després de fer els estudis primaris i secundaris a Trieste, als anys setanta es traslladà a Roma per seguir-hi la seva formació eclesiàstica al Col·legi Seminari Almo Collegio Capranica i a més es llicencià en filosofia i teologia dogmàtica i feu un doctorat en teologia a la Pontifícia Universitat Gregoriana.
Després d'acabar la formació, el 24 de setembre del 1977, fou ordenat sacerdot per a la diòcesi de Trieste per l'arquebisbe Mons. Pietro Cocolin.
Després de la seva ordenació com a sacerdot començà a treballar en diverses parròquies de la diòcesi natal i anys més tard, el 4 de maig del 1987, entrà a la Cúria Romana formant part del servei de la Congregació de la doctrina de la Fe. El 21 de novembre del 2004 rebé el títol honorífic de Prelat d'Honor de Sa Santedat. El 8 de juliol del 2009 fou nomenat secretari de la Comissió Pontifícia Ecclesia Dei.
El 3 de novembre del 2012 deixà la secretaria de la Comissió Pontifícia en vacant, a causa que el papa Benet XVI el nomenà nou arquebisbe de l'arxidiòcesi de Bagnoregio i almoiner de Sa Santedat. Rebé la consagració episcopal el 17 de novembre a la Basílica de San Lorenzo Extramurs de Roma, a mans del seu consagrant el cardenal Tarcisio Bertone i tenint com a co-consagrants el cardenal Gerhard Ludwig Müller i el bisbe de Trieste Mons. Giampolo Crepaldi.
El 30 d'abril del 2013 fou nomenat membre i consultor de la Congregació de la doctrina de la Fe i el 3 d'agost del mateix any fou nomenat de nou secretari de la Comissió Pontifícia Ecclesia Dei, deixant el càrrec d'almoiner de Sa Santedat, que l'ocupà Konrad Krajewski.